# Patricia Derian
Patricia Murphy Derian (Nueva York, 12 de agosto de 1929-Chapel Hill, 20 de mayo de 2016) fue una política y activista de derechos humanos estadounidense que se desempeñó como Subsecretaria para Derechos Humanos y Asuntos Humanitarios durante la administración del presidente James Carter.

## Trayectoria
Creció en Virginia y se graduó en 1952 en la Universidad de Virginia como enfermera. Durante la década de los 60 trabajó en Misisipi y en 1968 fue elegida por ese estado para la convención nacional demócrata. Permaneció activa en el área de los Derechos civiles siendo destacada por el presidente Jimmy Carter en 1976 como Subsecretaria para Derechos Humanos y Asuntos Humanitarios.
Tuvo un rol destacado en la denuncia y condena de los delitos de lesa humanidad que cometió la dictadura militar argentina autodenominado Proceso de Reorganización Nacional (1976-1983) impulsando de modo decisivo la misión de inspección a la Argentina que realizó la Comisión Interamericana de Derechos Humanos (CIDH) de la OEA en 1979. Los militares argentinos en el gobierno la consideraron como la enemiga número uno y llegaron a planear su asesinato.
Patricia Derian declaró como testigo en el Juicio a las Juntas en las que resultaron condenados varios de los dictadores en 1985. En esa oportunidad Derian declaró entre otras cosas:

El día 10 de agosto de 1977 a las 11 me reuní con el almirante Massera en la Escuela de Mecánica de la Armada; yo comencé la reunión repitiendo lo que era de alguna manera mi introducción, que era explicar cuál era el interés de mi país en la Argentina, cuáles eran nuestros objetivos y las dificultades que planteaban los derechos humanos para las buenas relaciones de nuestros países. Ha pasado mucho tiempo y no recuerdo totalmente la conversación, pero hay, sí, algunos tramos que han quedado grabados en mi memoria; estaba hablando sobre las torturas. El almirante Massera dijo entonces que la Armada no torturaba a nadie, que eran el Ejército y la Fuerza Aérea los que lo hacían; yo le dije que nosotros teníamos cientos de informes de personas torturadas por oficiales navales y que inclusive algunos de esos informes provenían de gente dentro de la Armada y en otros casos de gente del Ejército y la Fuerza Aérea. El negó que tuviera ninguna participación en torturas y me habló de los esfuerzos que había hecho en favor de líderes sindicales que estaban detenidos a bordo de un barco anclado frente a la costa. Los esfuerzos que había realizado por mejorar su suerte; se había puesto en contacto con sus familiares y otras gestiones. Yo entonces volví a llevar la discusión al tema de las torturas y le dije que yo había visto un esquema rudimentario del piso que estaba justamente debajo de aquel donde nos encontrábamos y le dije: «"es posible que mientras nosotros estamos hablando, en el piso de abajo se esté torturando a alguien»; entonces sucedió lo que realmente fue asombroso: él me sonrió con una enorme sonrisa, hizo el gesto de lavarse las manos y me dijo: «Usted recuerda lo que pasó con Poncio Pilatos».

En 2006 fue condecorada por el gobierno democrático de la Argentina con la Orden del Libertador General San Martín en grado de Oficial, la máxima condecoración que otorga la Argentina a funcionarios de gobiernos extranjeros, en reconocimiento a su desempeño en favor de los derechos humanos durante la dictadura.
Criticó la posición de Jeane Kirkpatrick en la década de 1980.
En 1978 se casó con Hodding Carter III, funcionario de la Casa Blanca, asistente del secretario de Estado por Asuntos Públicos.
Falleció en Chapel Hill, Carolina del Norte, el 20 de mayo de 2016 a los 86 años.

## Publicaciones
- Human Rights: A World Perspective (1978)
- Human Rights: The Role of Law and Lawyers (16 de marzo de 1978, Washington, D.C)
- Four Treaties on Human Rights (1979) con Warren Christopher.
- Human Rights in Latin America (1979)
- Human Rights in Jeopardy (1980)
- Review of Human Rights in Latin America (1980)
- Human Rights in South Africa (1980)
- U.S. Commitment to Human Rights (1980)